# Bright Leaf
Bright Leaf is een Amerikaanse dramafilm uit 1950 onder regie van Michael Curtiz. In Nederland werd de film destijds uitgebracht onder de titel Het masker valt.

## Verhaal
De familie van Brant Royle was groot geworden door het telen van tabak. Jaren geleden werden ze weggedreven door een plaatselijke majoor. Brant is nu teruggekeerd om de naam van zijn familie in ere te herstellen. Hij ondervindt moeilijkheden om zijn sigarettenmerk van de grond te krijgen. Bovendien moet hij ook kiezen tussen twee vrouwen.

## Rolverdeling
| Acteur              | Personage               |
| ------------------- | ----------------------- |
| Gary Cooper         | Brant Royle             |
| Lauren Bacall       | Sonia Kovac             |
| Patricia Neal       | Margaret Jane Singleton |
| Jack Carson         | Chris Malley            |
| Donald Crisp        | Majoor James Singleton  |
| Gladys George       | Rose                    |
| Elizabeth Patterson | Tabitha Singleton       |
| Jeff Corey          | John Barton             |
| Taylor Holmes       | Meester Calhoun         |
| Thurston Hall       | Phillips                |